# Daniel Lundius
Daniel Lundius, né le 1er août 1666 à Fogdö, dans le Södermanland, et mort le 25 décembre 1747 à Strängnäs, est un théologien protestant et orientaliste suédois, évêque de Strängnäs de 1731 à 1747.

## Biographie
Daniel Lundius, fils du vicaire Daniel Lundius et d'Elisabet Busmontana, est né le 1er août 1666 au prieuré de Fogdö, dans le Södermanland. Son père meurt alors qu'il est encore jeune et Lundius vit avec son beau-frère, l'enseignant Lars Hesselius, à Strängnäs, où il est scolarisé.
Il entre à l'université d'Uppsala le 25 février 1685. Il suit notamment les enseignements de Gustaf Lillieblad (1651-1710), un orientaliste qui a réformé l'enseignement des langues orientales et contribue notablement à l'intérêt de Lundius pour ces langues, en particulier l'hébreu. Après six ans d'études, il obtient une maîtrise en 1691, puis, comme beaucoup de jeunes chercheurs suédois de l'époque, se rend en Allemagne (Leipzig, Iéna, Wittenberg, Halle et Hambourg) et en Hollande (Amsterdam) pour étudier la théologie et la philologie dans les grandes universités. A Amsterdam et à Hambourg, il suit les enseignements de professeurs juifs comme David Pina ou Esdras Edzardus (1629-1708). Il publie également à Utrecht des textes consacrés au Talmud.
Lorsqu'il rentre en Suède, la Faculté de philosophie d'Uppsala le recommande pour un poste de professeur vacant à l'Académie royale d'Åbo, en Finlande, mais cette proposition n'aboutit pas. Au lieu de cela, Lundius accepte de devenir l'aumônier du régiment d'infanterie du Södermanland et est ordonné en 1696. Deux ans plus tard, en 1698, il est nommé maître de conférences en théologie à l'université d'Uppsala et, en 1703, il est promu professeur de langues orientales, succédant à Johan Palmroot (1659-1727),. À ce poste, il entretient des relations difficiles avec l'enseignant d'hébreu Johan Kämper et avec le professeur de médecine Olof Rudbeck le Jeune (1660-1740). Il supervise une quarantaine de travaux universitaires pendant les huit ans qu'il passe à ce poste et a notamment le futur voyageur Michael Eneman (1676-1714) pour élève. 
Lundius est nommé professeur de théologie en 1711. Son opposition résolue au piétisme l'aide à accéder à ce poste. Il fait preuve d'un puritanisme encore plus grand après son entrée en fonction et entre en conflit avec le professeur Lars Molin (1657-1723), qu'il suspecte de piétisme. Il reçoit un doctorat en théologie en 1719. Il est promu à la troisième chair de théologie en 1724, puis à la deuxième en 1727. Il est recteur de l'université d'Uppsala à quatre reprises, en 1712, 1714, 1719 et 1727.
Après sa carrière universitaire, il est nommé évêque de Strängnäs en 1731 et est membre à ce titre du Riksdag des États,. Malgré son âge, 65 ans au moment de sa prise de fonction, il occupe le poste pendant 16 ans, jusqu'à sa mort. Il utilise sa fonction pour lutter contre les idées du philosophe allemand Christian Wolff (1679-1754) qui sont alors en vogue dans les écoles et les universités. Une dispute l'oppose à Andreas Knös (1721-1799), un théologien suédois partisan des idées de Wolff.
Lundius est mort à l'âge de 81 ans le 25 décembre 1747 à Strängnäs. Il était tenu en haute estime par les érudits de son temps et était considéré par ses contemporains comme l'un des plus grands théologiens du pays.

## Famille
Lundius se marie en premières noces en 1696 avec Maria Heland et en secondes noces en 1739 avec Eva Lillieflycht, petite-fille de l'ancien évêque de Strängnäs Ericus Gabrielis Emporagrius (1606-1674).